# Mohammad Ghadir
Mohammad Ghadir (arab. ‏محمد غدير‎, hebr. ‏מוחמד גדיר‎; ur. 21 stycznia 1991 w Bir al-Maksur) – izraelski piłkarz pochodzenia arabskiego grający na pozycji napastnika. Od 2016 roku zawodnik Hapoelu Beer Szewa.

## Życiorys
Jest wychowankiem Maccabi Hajfa. W latach 2008–2015 był zawodnikiem seniorskiego zespołu tego klubu. W sezonie 2010/2011 zdobył wraz z nim mistrzostwo kraju. 23 sierpnia 2012 został wypożyczony na rok do belgijskiego Waasland-Beveren. W sezonach 2013/2014 i 2014/2015 przebywał na wypożyczeniu w Bene Sachnin. W 2015 roku został sprzedany za pół miliona euro do belgijskiego KSC Lokeren. 3 lutego 2016 odszedł do Hapoelu Beer Szewa. W sezonach 2015/2016, 2016/2017 i 2017/2018 został wraz z nim mistrzem Izraela.